# Semi-Pro
Semi-Pro (titulada Semi-Profesional. Un equipo de pelotas en España y Semi-Pro: El Amateur en Hispanoamérica) es una película de comedia-deportiva estadounidense. La misma fue dirigida por el estadounidense Kent Alterman y producida por Jimmy Miller y coproducida por Joshua Church, mientras que Scot Armstrong se encargó del guion. Está protagonizada por Will Ferrell en el papel de Jackie Moon, Woody Harrelson como Ed Monix y André Benjamin como Clarence Withers.
La filmación tuvo lugar en Los Ángeles, cerca del Dodger Stadium, en Detroit y en Flint, Míchigan. Fue estrenada el 29 de febrero de 2008 y fue la última película de la distribuidora New Line Cinema antes de que su compañía hermana Warner Bros. tomara su lugar.

## Trama
En 1974, Jackie Moon (Will Ferrell) es un cantante que ha usado las ganancias de su gran hit "Love Me Sexy", para comprar un equipo de baloncesto de la American Basketball Association llamado los Tropicales de Flint. De esa forma se convirtió en el dueño, principal entrenador y ala-pivot titular del peor equipo de la liga. El comisionado Ault de la ABA anuncia un proyecto de fusión con la National Basketball Association, pero solo cuatro equipos de la vieja ABA jugarán en la máxima asociación de baloncesto. Como respuesta, Jackie exige que los cuatro equipos mejor posicionados al final de la temporada entren en la fusión, a lo que el comisionado acepta sin contrariedad.
Ahora que los Tropics tienen una verdadera oportunidad de ser un equipo de la NBA, Jackie intercambia la lavadora del equipo a los Kentucky Colonels a cambio de Ed Monix (Woody Harrelson), un excampeón de la NBA con los Boston Celtics siendo base suplente. Al principio el equipo y Ed no se llevan exactamente bien, hasta Downtown Malone (André Benjamin) le recrimina que no llegó a jugar ningún partido de postemporada de los Celtics. Luego de lograr algunas victorias, el comisionado le avisa a Jackie que además de terminar entre los cuatro primeros deberá tener una asistencia mínima de 20 000 personas por partido en el resto de los juegos como local hasta el final de la temporada.
Entonces Jackie comienza a ofrecer espectáculos extremadamente arriesgados, tales como luchar contra un oso llamado Dewey después de un partido. Con Monix como entrenador, los Tropics empiezan a jugar mejor. Él comienza a encargarse de las tácticas de defensiva y ofensiva, además de ser el base titular, dejando a Jackie sólo el título de entrenador principal. Monix entrena al equipo rigurosamente con una jugada que llama el "vomito", ya que los jugadores deben correr, sin el balón, hasta que vomiten.
Gracias al entrenamiento de Monix, los Tropics consiguen una racha de victorias escalando de últimos a quintos. De repente Jackie, ahora extremadamente emocionado con las posibilidades a su alcance, recibe una inesperada visita del comisionado. El comisionado de la ABA le dice al equipo que la NBA no cree que Flint tenga una gran media de mercado y no aceptarán a los Tropics en la liga, ni siquiera si le ganan a los líderes, los San Antonio Spurs, el próximo sábado. Abatido, Jackie admite que se robó "Love Me Sexy" de una servilleta en la que su enferma madre la había escrito tres semanas antes de su muerte. Luego de darse cuenta de que todas sus posesiones, incluyendo el equipo, son básicamente robados, Jackie intercambia a Coffe Black con los Spurs para que este quizás logre su sueño, y el de su madre, de jugar en la NBA. Monix alienta al equipo a dejar todo en la cancha dado que luego de la temporada el equipo desaparecerá y aún tienen mucho que probar.
Ya cerca del partido contra los Spurs, que Moon declara el "MegaBowl" (alusión al SuperBowl), los Tropics se encuentran quintos y con una victoria lograrían llegar al cuarto lugar, a pesar de no tener opciones de acceder a la NBA. El partido empieza y rápidamente los Spurs se ponen al frente. En los últimos segundos de la primera mitad, Jackie cuando estaba a punto de anotar recibe una falta dura del jugador de los Spurs Petrelli, y se lesiona. Coffee Black decide que ya ha visto demasiado y corre hacia el vestuario local con el resto del equipo, hecho que enfada al entrenador y los jugadores de los Spurs.
Durante el descanso, Jackie estando inconsciente se imagina que está en el cielo junto a su difunta madre. Se disculpa por haber robado su canción y luego ella le da un arma secreta para ganar el último partido del equipo. Después de despertar en el vestuario, le explica la nueva arma al equipo. De nuevo en la cancha para la segunda mitad, los Tropics revelan su nueva jugada: el Alley oop. Con el regreso de Coffe Black, esta es muy efectiva con Malone liderando el ataque. Al principio, el juez Patt la invalida señalando falta pero luego de que Monix y Moon lo persuadieran, se ve obligado a dar la jugada por válida. Los Tropics toman ventaja con esta nueva estrategia y comienzan a remontar el partido. Luego que Spurs empiezan a defender el Alley oop, Monix lleva la delantera y ordena hacer el "vomito", faltando nada más que 12 segundos y estando dos puntos por debajo, 115-117. Con la jugada le llega el balón a Jackie pero recibe una falta a falta de dos segundos. Jackie anota el primer tiro libre pero falla el segundo donde Monix logra el rebote y lanza el balón estando en el aire para anotar la canasta y ganar el partido 118-117 y obtener el cuarto lugar general de la ABA así como el "MegaBowl".
Luego del partido el entrenador de los Spurs le ofrece a Coffe Black un lugar en el equipo, que este acepta. El ahora ex comisionado de la ABA le ofrece a Jackie un trabajo como director de marketing. Justo cuando Jackie está por aceptar, el comisionado es atacado por el oso con el que Jackie había luchado.

## Reparto y personajes
- Will Ferrell como Jackie Moon.
- André Benjamin como Clarence Withers/Coffee Black/Downtown "Funky Stuff" Malone.
- Woody Harrelson como Ed Monix.
- Maura Tierney como Lynn.
- Andy Richter como Bobby Dee.
- Andrew Daly como Dick Pepperfield.
- Will Arnett como Lou Redwood.
- David Koechner como Alan Ault, el comisionado de la ABA.
- Rob Corddry como Kyle.
- Matt Walsh como Padre Pat.
- Patti LaBelle como Madre de Jackie.
- Tim Meadows como Cornelius Banks.
- Jackie Earle Haley como Dukes.
- Kristen Wiig como Entrenadora de Dewey el Oso.
- Jay Phillips como Scootsie Double Day.
- Josh Braaten como Twiggy Munson.
- Peter Cornell como Vakidis.
- Ian Roberts como Entrenador de los Spurs.
- Phil Hendrie como Entrenador de los Nets.
- DeRay Davis como Bee Bee Ellis.
- Pat Kilbane como Petrelli.
- Ellia English como Sra. Quincy (Madre de Downtown/Coffee Black).
- Ed Helms como Reportero de Turtleneck.
- Brian Huskey como Reportero de White Pants.
- Collette Wolfe como La bailarina Melinda.
- Kate Luyben como Staci Moon (No acreditado).
- Artis Gilmore como Cliente del restaurante.
- George Gervin como Cliente del restaurante.
- Jason Sudeikis como Danny.
- Grayson Boucher como Jugador de los Spirits #31 / Jugador de los Spurs #22 (No acreditado).

## Recepción

### Recaudación
| País               | Recaudación |
| ------------------ | ----------- |
| Australia          | 3.771.005$  |
| Filipinas          | 144.262$    |
| Francia Túnez      | 425.362$    |
| Japón              | 68,677$     |
| México             | 45.546$     |
| Nueva Zelanda Fiyi | 542.335$    |

| País                | Recaudación |
| ------------------- | ----------- |
| Reino Unido Irlanda | 4.178.812$  |
| Singapur            | 255.421$    |
| Sudáfrica           | 53.975$     |
| Suecia              | 65.923$     |
| Taiwán              | 145,940$    |
| Turquía             | 55,545$     |

## Música
La música para la película fue estrenada el 26 de febrero de 2008 y ofreció canciones de Labell, WAR, Curtis Mayfield, Will Ferrell, entre otros. "Love Me Sexy" es cantada por el personaje Jackie Moon (interpretado por Will Ferrell).
1. "Love Me Sexy" – Will Ferrell
2. "Get Da Funk Out Ma' Face" – Brothers Johnson
3. "Lady Marmalade" – Labelle
4. "The World Is a Ghetto" – WAR
5. "Tell Me Something Good" – Ronnie Laws
6. "Mr. Big Stuff" – Jean Knight
7. "Give Me Just a Little More Time" – Chairmen of the Board
8. "Why Can't We Be Friends" – Smash Mouth
9. "Walking in Rhythm" – The Blackbyrds
10. "Dance to the Music" – Sly & The Family Stone
11. "Love Rollercoaster" – Ohio Players
12. "Que Será, Será (Whatever Will Be, Will Be)" – Sly & The Family Stone
13. "Move on Up" – Curtis Mayfield
14. "Shining Star" – Earth, Wind & Fire